# 警視庁管内特殊暴力防止対策連合会
公益社団法人警視庁管内特殊暴力防止対策連合会（けいしちょうかんないとくしゅぼうりょくぼうしたいさくれんごうかい、特防連）は、暴力団や総会屋等の反社会的勢力からの被害を防止するための指導・情報共有を行っている公益社団法人。以前は東京都知事所管の社団法人だったが、公益法人制度改革に伴い、2010年10月1日に公益社団法人に移行。

## 概要
- 所在：東京都千代田区霞が関2-1-1 警察総合庁舎2階
- 理事長：中村芳夫